# Holliswood (Queens)
Holliswood  est un quartier de la municipalité de New York, situé au cœur de l’arrondissement du Queens. Holliswood (anciennement connu sous le nom de Terrace Heights) est un quartier résidentiel aisé situé sur la moraine de Harbor Hill, dans la partie centre-est de l’arrondissement de Queens, à New York. Il est délimité au nord par la Grand Central Parkway, à l’ouest par la 188e rue, au sud par Hillside Avenue et à l’est par Francis Lewis Boulevard.

## Toponymie
Le développement de Holliswood est attribué à Frederick W. Dunton, qui était le superviseur de la ville de Jamaica. En 1884, Dunton achète 136 acres (55 ha) de terres agricoles dans l’est de Jamaica et il baptise cette zone Hollis et Holliswood d’après le nom de sa ville natale située dans le New Hampshire.

## Situation
Holliswood est bordé par Jamaica Estates à l’ouest, Cunningham Park au nord, Hollis au sud et Queens Village à l’est. Holliswood fait partie du Queens Community Board 8 et ses codes postaux sont 11423 et 11427. Le quartier est patrouillé par le 107e commissariat du département de police de New York. Politiquement, Holliswood est représenté par le 23e district du conseil municipal de New York.